# 新扎多瓦
48°13′45″N 25°32′2″E / 48.22917°N 25.53389°E
新扎多瓦（烏克蘭語：Нова Жадова）是位於烏克蘭西南部的村莊，由切爾諾夫策州切爾諾夫策區的斯托羅日內茨市鎮負責管轄。該村處於錫雷特河和米希德拉河畔，海拔高度379米，2001年人口406。